# Italian Wrestling Superstar
Italian Wrestling Superstar  è una federazione italiana di wrestling professionistico che dal 1997 opera sia sul suolo italiano che europeo.

## Storia
Fondata nel 1997 da Sergio Noel in arte El Dinamico ex wrestler della National Wrestling Alliance (NWA) ed affermato campione nel suo paese di origine.
Dapprima denominata Wrestling Superstar fu la prima federazione di wrestling a portare un evento del suo genere all'interno della manifestazione benefica (Telethon 1998-99).
Nell'Ottobre del 2001 fu la seconda federazione (dopo la World Wrestling Entertainment) ad organizzare uno spettacolo di wrestling in territorio Italiano ed in cui dove mise in palio il titolo IWS Heavyweight Championship.
Il roster di IWS annovera lottatori provenienti da tutto il mondo, infatti, sono molti a provenire da oltre oceano e dall'Europa quali: El Dinamico (uno dei pilastri portanti della stessa), il nativo americano Tatanka, il canadese Starbuck, Alofa dalle isole Samoa (e cugino di The Rock), la rivelazione italiana The Italian Dream, Makoto dal Giappone, il finlandese Stark Adder e molti altri.

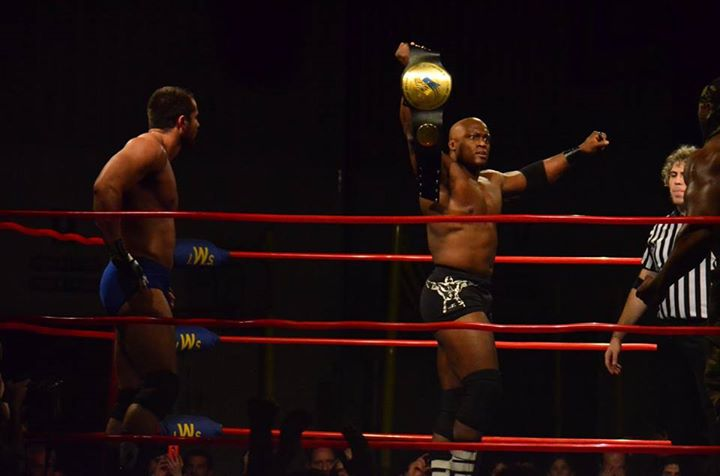
Bobby Lashley alza la cintura del titolo IWS Heavyweight Championship

Durante il tour invernale del 2008 avvenne un secondo passaggio di mano del titolo dei pesi massimi della federazione che venne assegnato all'ex atleta della WWE Tatanka in un match dove sconfisse l'ex detentore Starbuck.
Nell'ultimo evento dell'anno 2014 fu Bobby Lashley (gia campione in WWE e TNA) a vincere il titolo I'IWS World Heavyweight Championship disputatosi in un three way match e contro Tiny Iron e Mexx.
Il 24 marzo 2017 IWS ha ufficializzato la data dell'evento Wrestling Superstars Mania (il più grande del wrestling Italiano) che sarà a Roma il 1 luglio 2017 ed a cui parteciperanno sia i lottatori dell'IWS Wrestler stessa che altri lottatori.